# Allonsanfàn
Pour plus de détails, voir Fiche technique et Distribution.
Allonsanfàn est un film italien réalisé par Paolo et Vittorio Taviani, sorti en 1974.
Le titre est une référence à Allons, enfants, les premières paroles de La Marseillaise.

## Synopsis
Italie, 1816, au cours des années de la Restauration. Un aristocrate lombard, Fulvio Imbriani, membre d'une secte révolutionnaire, l'ordre des Frères sublimes, est arrêté par la police. Relâché, il est, d'emblée, soupçonné de trahison par ses camarades. La mort du chef de l'Ordre, Filippo, semble le confirmer. Mais, en réalité, celui-ci s'est pendu. Dès lors, amer et désillusionné, Fulvio veut se ranger et profiter des soins et de l'affection de sa famille. Les Frères, qui ignorent son changement (qu'il n'a d'ailleurs pas le courage de leur révéler), l'entraînent malgré lui dans de nouveaux combats. Il finira par les dénoncer, et ceux-ci seront massacrés par des paysans en colère. Seul le jeune Allonsanfan, blessé, survivra : dans un état second, il fera croire à Fulvio que les paysans ont rejoint les révolutionnaires et que l'insurrection a été couronnée de succès. Fulvio, à nouveau gagné par des idéaux qu'il n'avait pas tout à fait abandonnés, endosse la chemise rouge des Frères et tombera, à son tour, abattu par les soldats.

## Fiche technique
- Réalisation et scénario : Paolo et Vittorio Taviani
- Photographie : Giuseppe Ruzzolini
- Format : Couleurs - Eastmancolor
- Décors : Gianni Sbarra (it)
- Costumes : Lina Nerli Taviani
- Montage : Roberto Perpignani (en)
- Musique : Ennio Morricone
- Production : Giuliani G. De Negri (it) pour Una Cooperativa Cinematografica
- Durée : 111 minutes
- Genre : Drame historique
- Pays de production :  Italie
- Langue de tournage : italien
- Date de sortie : 6 septembre 1974 (Italie) / 28 mai 1975 (France)
- Présenté au Festival de Cannes 1975 (Quinzaine des réalisateurs)

## Distribution
- Marcello Mastroianni : Fulvio Imbriani
- Lea Massari : Charlotte
- Mimsy Farmer : Francesca
- Laura Betti : Esther, la sœur de Fulvio
- Bruno Cirino : Tito
- Claudio Cassinelli : Lionello
- Benjamin Lev (it) : Vanni ’Peste’
- Renato De Carmine (en) : Costantino
- Stanko Molnar : Allonsanfan
- Ermanno Taviani : Massimiliano
- Luisa De Santis (it) : Fiorella, la femme de Costantino
- Biagio Pelligra : prêtre
- Michael Berger : Remigiano, le mari d'Esther
- Raul Cabrera
- Alderica Casali : Concetta, la gouvernante
- Roberto Frau
- Cirylle Spiga

## Autour du film
- Un morceau de la bande originale de ce film, Rabbia e Tarantella, est repris dans le générique de fin du long métrage Inglourious Basterds en 2009.